# Cmentarz Św. Lamberta w Radomsku
Cmentarz Nowy Katolickiej Parafii Św. Lamberta – cmentarz katolicki położony w mieście Radomsko w województwie łódzkim.
Cmentarz powstał w 1922 roku. Cmentarz jest czynny i do dziś odbywają się pochówki zmarłych.
Cmentarz znajduje się między ulicami Jagiellońską, Stefana Wyszyńskiego. Cmentarz posiada cztery wejścia: dwa od ul. Jagiellońskiej, dwa od ul. St. Wyszyńskiego.